# معجزة الزنزانة رقم 7
معجزة الزنزانة رقم 7 (بالإنجليزية: Miracle in Cell No. 7)‏ هو فيلم كوري جنوبي صدر سنة 2013، من إخراج لي هوان كيونغ، وبطولة بارك شن هي. الفيلم عبارة عن ميلودراما عائلية وكوميديا مؤثرة تتناول قصة رجل أُدِين وسُجِن بالخطأ في جريمة قتل، وقد تمكن من بناء صداقات مع مجرمين خطيرين كانوا معه في نفس الزنزانة، كما ساعده هؤلاء على رؤية ابنته بتهريبهم لها إلى داخل السجن.

## القصة
رجل بريء يُتهم في قضية قتل، ويفعل المستحيل من أجل البقاء لأجل بنته الوحيدة، ويمر بظروف صعبة ويتجاوزها لكن بالنهاية يتم إعدامه لتكبر ابنته وتصبح محامية وتثبت برائته بعد موته.

## طاقم التمثيل
- ريو سونغ ريونغ بدور لي يونغ غوو.
- كال سو وون بدور يي سيونغ (طفلة).
- بارك شن هي بدور يي سيونغ (راشدة).
- أوه دال سوو بدور سو يانغ هو .
- جونغ جين يونغ بدور جانغ مين هوان.
- بارك ون سانغ بدور تشوي شون هو.
- كيم جونغ تاي بدور كانغ مان بوم.
- جونغ مان سيك بدور شين بونغ شيك.

## وصلات خارجية
- معجزة الزنزانة رقم 7 على موقع IMDb (الإنجليزية)
- معجزة الزنزانة رقم 7 على موقع روتن توميتوز (الإنجليزية)
- معجزة الزنزانة رقم 7 على موقع نتفليكس (الإنجليزية)
- معجزة الزنزانة رقم 7 على موقع ألو سيني (الفرنسية)
- معجزة الزنزانة رقم 7 على موقع أول موفي (الإنجليزية)
- معجزة الزنزانة رقم 7 على موقع فيلمافينيتي (الإسبانية)
- معجزة الزنزانة رقم 7 على موقع قاعدة بيانات الفيلم (الإنجليزية)
- معجزة الزنزانة رقم 7 على موقع ليتربوكسد (الإنجليزية)
- معجزة الزنزانة رقم 7 على موقع كينوبويسك (الروسية)